# سید حمید کلانتری
سید حمید کلانتری (زادهٔ ۱۳۳۵) مدیر اجرایی ایرانی است که در دولت هشتم استاندار یزد بوده‌است.
او همچنین معاون وزیر جهاد سازندگی، رئیس سازمان جنگل‌ها و مراتع کشور در سال‌های ۱۳۸۰–۱۳۷۶ و معاون وزیر تعاون، کار و رفاه اجتماعی بوده‌است.